# فصيلة الدم (غير بشري)
الكريات الحمراء الحيوانية لديها مستضدات سطح الخلية التي تخضع لتعدد الأشكال وتؤدي إلى تنوع فصيلة الدم. تم العثور على مستضدات من نظام فصيلة الدم البشري أيضا في القردة وقرود العالم القديم. الدم الحيواني في بعض الأحيان يتراص (لمستويات مختلفة من الشدة) مع كواشف مجموعة الدم البشرية، ولكن هيكل مستضدات فصيلة الدم في الحيوانات ليست دائما مماثلة لتلك الموجودة عادة في البشر. وبالتالي فإن تصنيف معظم فصائل الدم الحيوانية يستخدم أنظمة مختلفة لطباعة الدم إلى تلك المستخدمة لتصنيف الدم البشري.

## فصائل دم القردة
تم العثور على فئتين من فصائل الدم، من نوع الإنسان ونوع القردة، في القردة، ويمكن اختبارها عن طريق الأساليب التي أنشئت لجمع الدم البشري.

### فصيلة دم المكاك الريسوسي
سمي نظام «المكاك» تحت مسمى قرد المكاك الريسوسي، بعد تجارب كارل لاندشتاينر وألكسندر فينر والتي أظهرت أن الأرانب، عندما تمنع مع الخلايا الحمراء للمكاك الريسوسي، تنتج الأجسام المضادة التي تراص أيضا خلايا الدم الحمراء لكثير من البشر.

### نظام فصيلة دم الشمبانزي
بيانات فصائل الدم الشمبانزي، الرباح، والمكاك. قد ثبت أن نظامين من فصائل الدم الشمبانزي المعقدة، هما أنظمة (V-A-B-D) و (R-C-E-F)، نظرائهم من أنظمة فصيلة الدم البشرية هم (MNS) و(Rh-Hr) على التوالي. وقد تم تعريف نظامين من فصائل الدم في قردة العالم القديم: نظام (Drh) من المكاك ونظام (Bp) من الرباح، وكلاهما مرتبط بنوع واحد على الأقل يتقاسمه أي من أنظمة فصائل الدم.

## فصائل دم الكلاب
وصفت أكثر من 13 فصيلة دم الكلاب. يتم التعرف على ثمانية كرات دم الحمراء مستضادة أنواع المعايير الدولية. من هذه الأنواع، كرات دم حمراء مستضادة 4 و كرات دم حمراء مستضادة 6 تظهر على خلايا الدم الحمراء في ~ 98٪ من الكلاب. الكلاب مع كرات دم حمراء مستضاد  4 أو كرات دم حمراء مستضادة 6 فقط يمكن أن يكونوا بمثابة المتبرعين بالدم لغالبية الكلاب. أي من هذه الأنواع لكرات دم حمراء مستضادة قد تحفز الاستجابة المناعية في متلقي نقل الدم.
أهم فصيلة الدم الكلاب هو دي 1.1. يمكن اعتبار الكلاب التي هي دي 1.1 إيجابية (33 إلى 45٪ من السكان) لتكون متلقية عالمية - أي أنها يمكن أن تتلقى الدم من أي نوع دون توقع رد فعل نقل الدم الانحلالي المهدد للحياة («هتر»). يمكن اعتبار الكلاب التي هي دي 1.1 سلبية لتكون الجهات المانحة العالمية. الدم من دي 1.1 الكلاب الإيجابية لا ينبغي أبدا أن تنتقل إلى دي 1.1 الكلاب السلبية. إذا كان هو أول نقل الكلب فإن الخلايا الحمراء المنقولة سيكون لها حياة مختصرة بسبب تشكيل ألوانتيبوديز إلى الخلايا نفسها وسيتم توعية الحيوان إلى الأبد إلى دي 1.1 الدم إيجابي. وإذا كانت عملية نقل ثانية من هذا القبيل، فإن الظروف المهددة للحياة ستتبع في غضون ساعات. وبالإضافة إلى ذلك، فإن هذه ألوانتيبوديس تكون موجودة في حليب الكلب الإناث (اللبأ) وتؤثر سلبا على صحة الجراء 1.1 دي السلبية.

## فصائل دم القطط
النظام المعترف به عادة في فصائل دم القطط هو (A،B). والغالبية العظمى من القطط في الولايات المتحدة هي النوع (A)، ولكن النسبة المئوية للقطط من النوع (B) تزداد في بلدان أخرى، مثل أستراليا. وفي دراسة قامت في إنجلترا فإن 87.1٪ من القطط غير النسب هي من النوع A، في حين أن 54.6٪ فقط من القطط عديمة الأصل تكون من النوع (A). وبناء على ذلك، يجب أن يكون لدى جميع القطط اختبار بسيط لتحديد نوع الدم قبل نقله أو التكاثر لتجنب المرض الانحلالي.

## فصائل دم الخيول
هناك ثماني مجموعات دم معروفة في الخيول. سبعة منها وهم  (A, C, D, K, P, Q, U)  المعترف بهم دوليا، مع الثامن، (T)، والذي يستخدم في المقام الأول في البحوثات. كل فصيلة دم لديها على الأقل اثنين من العوامل الأليلية (على سبيل المثال، فصيلة الدم (A) لها a، b، c،d،e،f،g والتي يمكن دمجها في جميع مجموعات (Aa، Afg، Abedg)، لجعل العديد من الأليلات المختلفة. وهذا يعني أن الخيول يمكن أن يكون لديها حوالي 400،000 تركيبات أليلية، مما يسمح لفحص الدم لاستخدامها كوسيلة دقيقة لتحديد الحصان أو تحديد النسب. على عكس البشر، والخيول لا تنتج بشكل طبيعي الأجسام المضادة ضد مستضدات خلايا الدم الحمراء التي لا تملكها؛ وهذا يحدث فقط إذا كانوا يتعرضون بطريقة أو بأخرى لنوع دم مختلف، مثل نقل الدم من النزيف أثناء الولادة.
تربية خيل بفصيلة دم مختلفة لإخصائه، عادة نوع الدم يكون (Aa) أو (Qa).
من الناحية المثالية، ينبغي إجراء اختبار التوافق قبل نقل الدم، أو يمكن استخدام جهة مانحة عالمية. المتبرع بالدم كله هو خيل ثوروبريد الذي تكون نوع فصيلة دمه (Aa)، (Ca) و(Qa) السلبي. إذا لم يكن هذا متوفرا، يمكن استخدام عملية الإخصاء، ويفضل أن يكون من نفس سلالة المريض.

## فصائل دم البقر
تشمل الأنظمة متعددة الأشكال في الأبقار الأشكال (A) و(B) و(C) و(F) و(J) و(L) و(M) و(S) و(Z).
[بحاجة لمصدر]

## وصلات خارجية
- H/h blood groups in non-humans at BGMUT Blood Group Antigen Gene Mutation Database at NCBI، NIH
- MNS blood groups in non-humans at BGMUT Blood Group Antigen Gene Mutation Database at NCBI، NIH
- Rh blood groups in non-humans at BGMUT Blood Group Antigen Gene Mutation Database at NCBI، NIH